# Araeoncus picturatus
Araeoncus picturatus är en spindelart som beskrevs av Holm 1962. Araeoncus picturatus ingår i släktet Araeoncus och familjen täckvävarspindlar.
Artens utbredningsområde är Tanzania. Inga underarter finns listade i Catalogue of Life.